# ژوزف اسومبه
ژوزف اسومبه (به فرانسوی: Joseph Essombe Tiako؛ زادهٔ ۲۲ مارس ۱۹۸۸) یک کشتی‌گیر آزادکار کشور کامرون است. وی سابقه حضور در المپیک ۲۰۲۰ توکیو را دارد.